# Frankfurter Allee Süd
Frankfurter Allee Süd ist ein Wohngebiet im Berliner Ortsteil Lichtenberg des gleichnamigen Bezirks. Das Gebiet hat etwa 10.000 Einwohner, die meisten davon in den Häusern einer in den 1970er Jahren entstandenen Großsiedlung in Plattenbauweise. Namensgebend ist die Frankfurter Allee. Der Name der Ortslage Frankfurter Allee Süd wird oft durch FAS abgekürzt.

## Lage
Das Wohngebiet liegt im Südwesten des Bezirks Lichtenberg etwa sechs Kilometer östlich des Alexanderplatzes. Nach Norden trennt es die breite Frankfurter Allee von den anderen Teilen des Ortsteils Lichtenberg. In die anderen Richtungen bilden mehrere Bahnstrecken, meist in Hochlage verlaufend, eine deutliche Grenze zu den benachbarten Gebieten. In Richtung Westen liegt hinter der Berliner Ringbahn der Ortsteil Friedrichshain. Richtung Süden trennt eine Verbindungsbahn das Gebiet von der Victoriastadt, Richtung Südosten schließt sich hinter den ausgedehnten Anlagen des Bahnhofs Lichtenberg der Weitlingkiez an.

## Geschichte

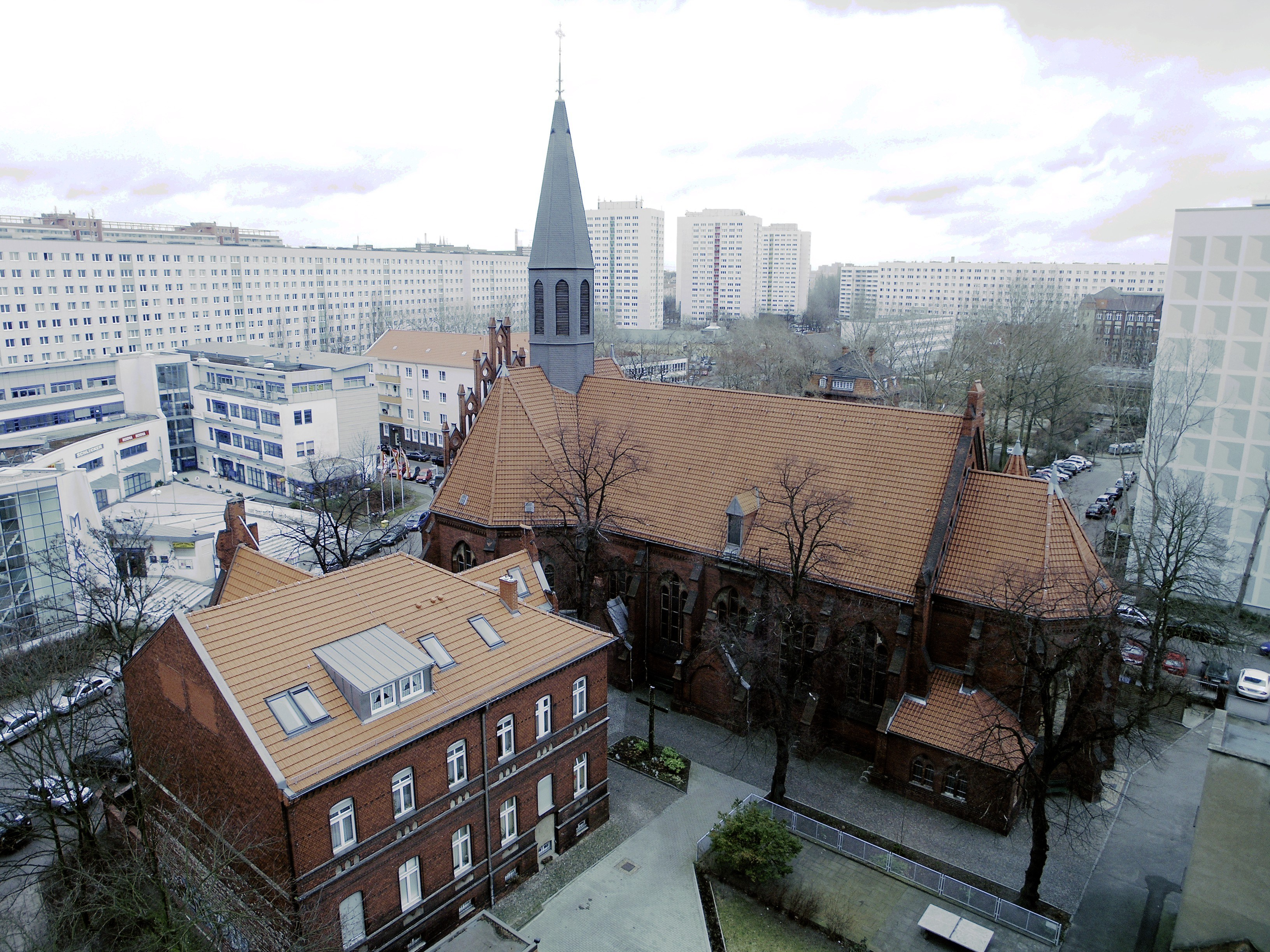
Mauritiuskirche mit Pfarrhaus

Ab 1771 entstand an der Frankfurter Chaussee, der heutigen Frankfurter Allee, südlich des Dorfes Lichtenberg die Kolonie Friedrichsberg. Sie erstreckte sich entlang der Frankfurter Chaussee zu beiden Seiten der Kreuzung mit der heutigen Gürtel-/Ecke Möllendorffstraße. Die Kolonie, die stets zu Lichtenberg gehörte, entwickelte sich zunächst nur langsam, 1817 wurden 46 Einwohner gezählt, 1840 waren es 225. Seit 1871 erschließt die Berliner Ringbahn das Gebiet, Friedrichsberg bekam eine Bahnstation, den späteren Bahnhof Frankfurter Allee. Die anschließende Bebauung mit größeren Mietskasernen konzentrierte sich vor allem auf das Gebiet innerhalb der Ringbahn. Einige Wohnbauten entstanden außerhalb der Bahnstrecken auch auf dem heutigen Gelände des Wohngebietes Frankfurter Allee Süd östlich der Ringbahn. Markantestes Bauwerk in diesem Areal war die 1892 geweihte katholische Kirche St. Mauritius. Daneben gab es hier einige Ausflugsgaststätten, darunter die Gaststätte Schwarzer Adler mit Biergarten an der Frankfurter Allee / Ecke Gürtelstraße, die bereits 1844 auf Landkarten namentlich verzeichnet war. Die Wohnbebauung konzentrierte sich vor dem Zweiten Weltkrieg auf den Westteil des Areals, daneben gab es Gärten und einige Betriebe. Seit den 1870er Jahren waren im Bereich Frankfurter Allee / Eckertstraße (der heutigen Buchberger Straße) die Eckert-Werke entstanden, ein großer Betrieb zur Produktion von Landmaschinen. Anfang der 1930er Jahre wurde dort die Produktion eingestellt.
Zum Ende des Zweiten Weltkriegs wurde ein Großteil der Bebauung bei alliierten Bombenangriffen und beim Einzug der Roten Armee zerstört. Die meisten Häuser wurden direkt an der Frankfurter Allee betroffen.
Das heutige Wohngebiet Frankfurter Allee Süd war bis in die 1960er Jahre ein relativ locker bebautes Gebiet aus einzelnen Wohnhäusern, kleineren Betrieben, Gärtnereien und Werkstätten. Vor allem im südöstlichen Teil gab es Kleingärten.

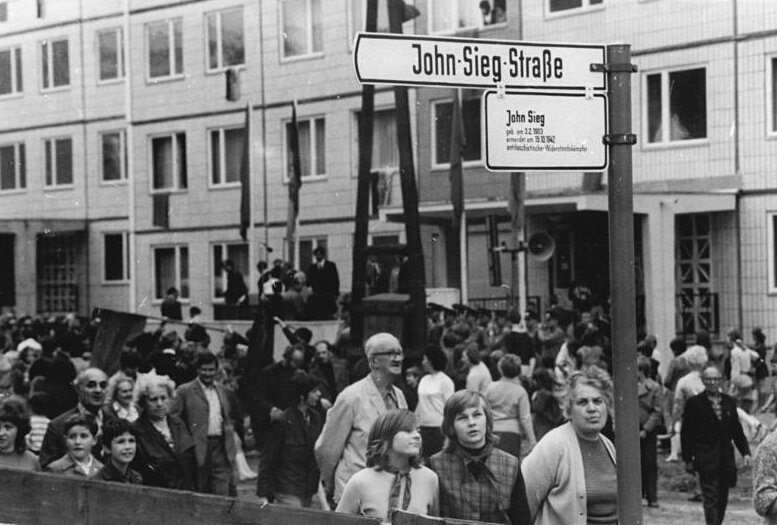
Namensgebung der John-Sieg-Straße, 1972

Ende der 1960er Jahre wurde in Ost-Berlin dringend Wohnraum benötigt und eine Reihe von Neubaugebieten entstanden. Da das Gebiet südlich der Frankfurter Allee vergleichsweise locker bebaut war, wurde es zum Standort eines Neubaugebietes gewählt. Ältere Wohngebäude und die Kleingärten, die teilweise auch als Wohnraum dienten, wurden beseitigt.
Im Jahr 1969 begann der Bau des neuen Wohngebietes, das ursprünglich mit 4372 Wohneinheiten für 16.000 Einwohner vorgesehen war, nach Entwürfen des Kollektivs Heinz Mehlan , zu dem u. a. Erwin Kussat und Thorleif Neuer gehörten. Nur ein kleiner Teil der ursprünglichen Bebauung blieb erhalten. Eine Reihe von Wohnungen und Gewerbeeinheiten musste geräumt werden, um Baufreiheit zu schaffen. Auch in den folgenden Jahren wurden weitere alte Häuser abgerissen. So wurde erst 1977 das im Besitz der St.-Mauritius-Gemeinde befindliche Haus Wartenbergstraße 12 geräumt.
Ursprünglich war eine C-Tangente genannte Stadtautobahn geplant, die das Wohngebiet in zwei Teile geteilt hätte. Diese wurde nicht verwirklicht, für eine eventuelle spätere Anlage wurde die Trasse allerdings bis in die 1980er Jahre freigehalten und erst anschließend bebaut.
Ein Teil der Wohnungen wurde an Mitarbeiter der NVA, der Zollverwaltung der DDR und des Ministeriums für Staatssicherheit der DDR (MfS), dessen Zentrale direkt gegenüber dem Wohngebiet auf der anderen Straßenseite der Frankfurter Allee lag, vergeben.
Die Straßen im neuen Wohngebiet erhielten Namen nach antifaschistischen Widerstandskämpfern der Gruppe Rote Kapelle, die 1942/1943 von den Nationalsozialisten hingerichtet worden waren und die auch in der militärischen Traditionspflege des MfS eine wichtige Rolle einnahmen: Harro und Libertas Schulze-Boysen, Hans und Hilde Coppi, Arvid und Mildred Harnack, zudem Wilhelm Guddorf, John Sieg sowie Albert Hößler.
Nach 1990 wurden die Wohnbauten mit Mitteln aus dem Urban II-Programm der Europäischen Union nach und nach saniert.

## Straßen und Bauten

### Schulze-Boysen-Straße

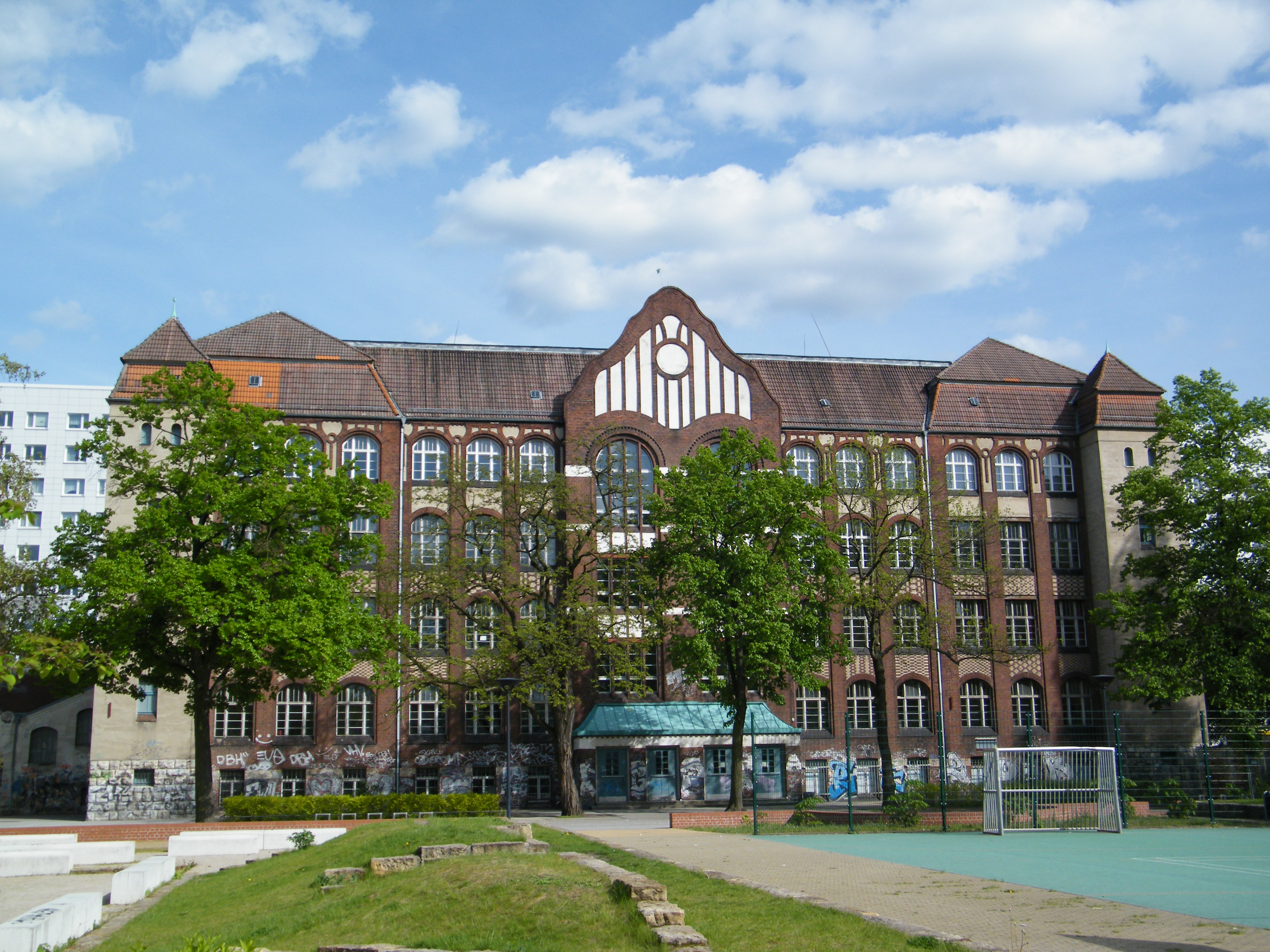
1905 erbaute denkmalgeschützte Mildred-Harnack-Schule an der Schulze-Boysen-Straße

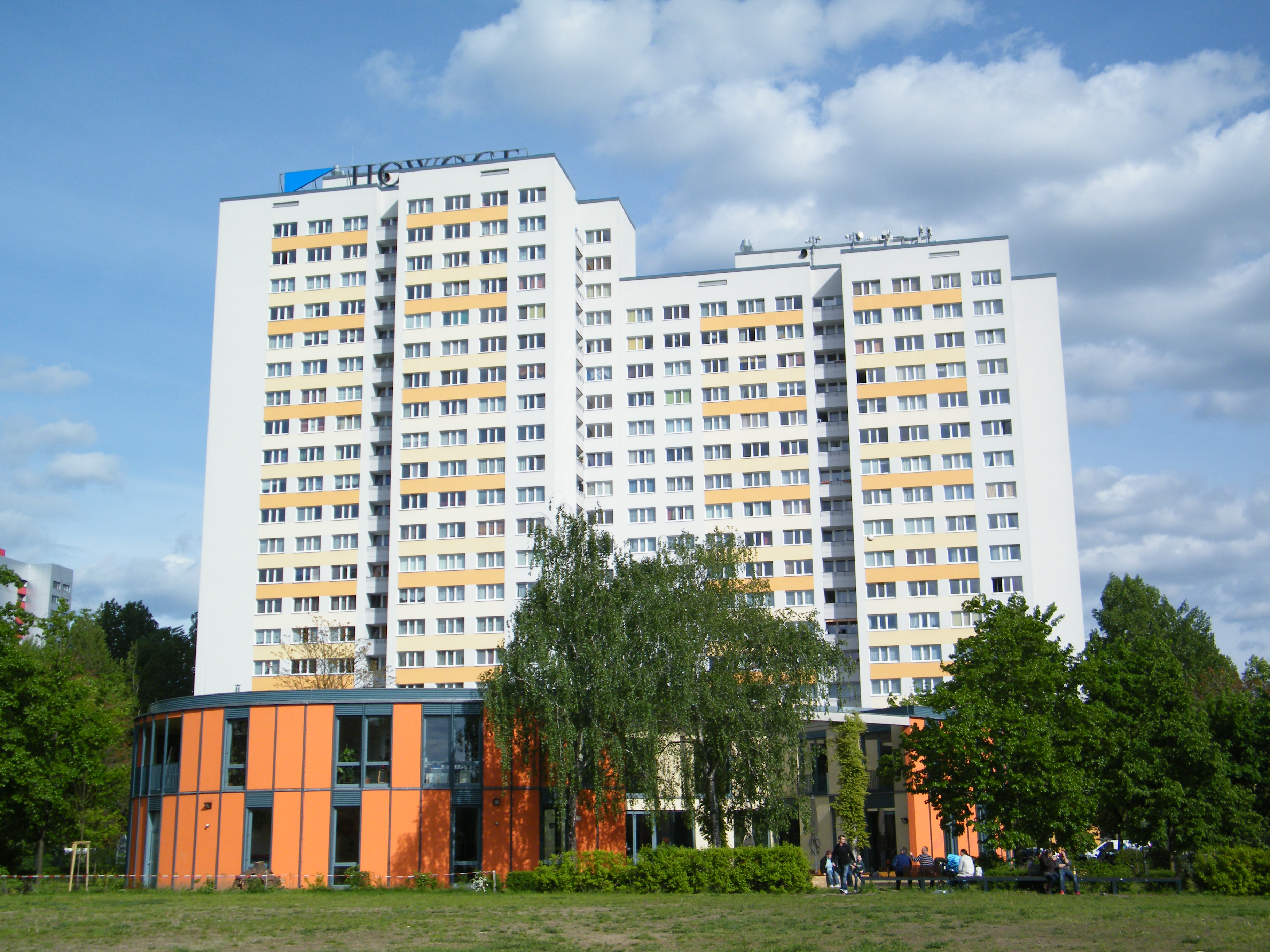
Kiezspinne und Hochhaus an der Schulze-Boysen-Straße

Die Schulze-Boysen-Straße ist nach Harro und Libertas Schulze-Boysen benannt. Sie verläuft von Nord nach Süd durch das Wohngebiet. Vor dem Bau des Wohngebietes verlief hier die Pfarrstraße. Ihr südliches Stück in der Victoriastadt blieb erhalten.Der ursprüngliche Nordteil der Straße, die früher geradlinig zur Frankfurter Allee führte, wurde überbaut und die Straße etwas versetzt neu angelegt. Die Ostseite wurde mit einem langgezogenen Wohnblock bebaut, im Norden und Süden der Straße entstanden einige Hochhäuser. Das 21- beziehungsweise 18-geschossige Doppelhochhaus mit den Hausnummern 35–37 wurde 2006 saniert und zu einem Niedrigenergiehaus, dem seinerzeitigen größten Niedrigenergiehaus in Deutschland, ausgebaut.
Auf der Westseite der Straße sind von der alten Bebauung einige Wohnhäuser und eine Schule erhalten. Das 1904/1905 von Hans Schütte erbaute Schulgebäude der Mildred-Harnack-Schule steht unter Denkmalschutz.
Am Südende der Straße wurde beim Bau des Wohngebietes ein weiteres Schulhaus errichtet. Nach der politischen Wende wurde es wegen abnehmender Kinderzahlen nicht mehr benötigt und abgerissen. An dieser Stelle entstand ab 2004 das Nachbarschaftshaus Orangerie, in der das soziokulturelle Zentrum Kiezspinne FAS zahlreiche Angebote für die Bewohner bereitstellt.

### Der Westen des Wohngebietes

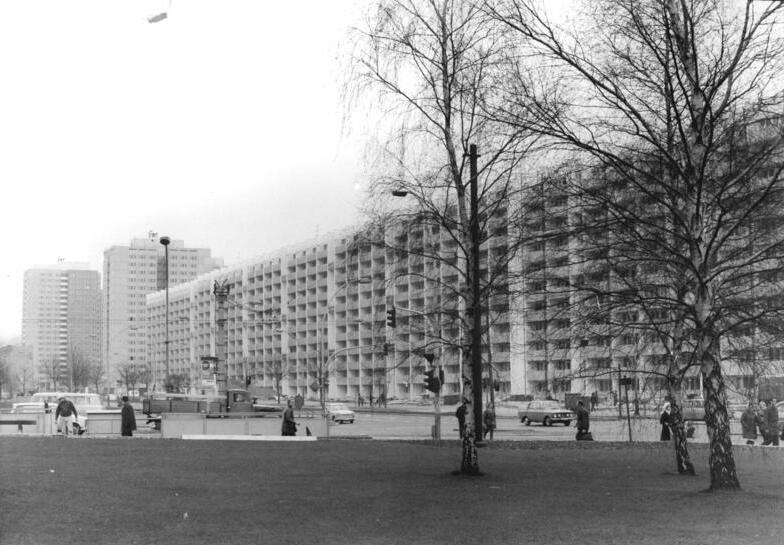
Wohnhaus in der Frankfurter Allee östlich der Gürtelstraße kurz vor seiner Fertigstellung, 1973

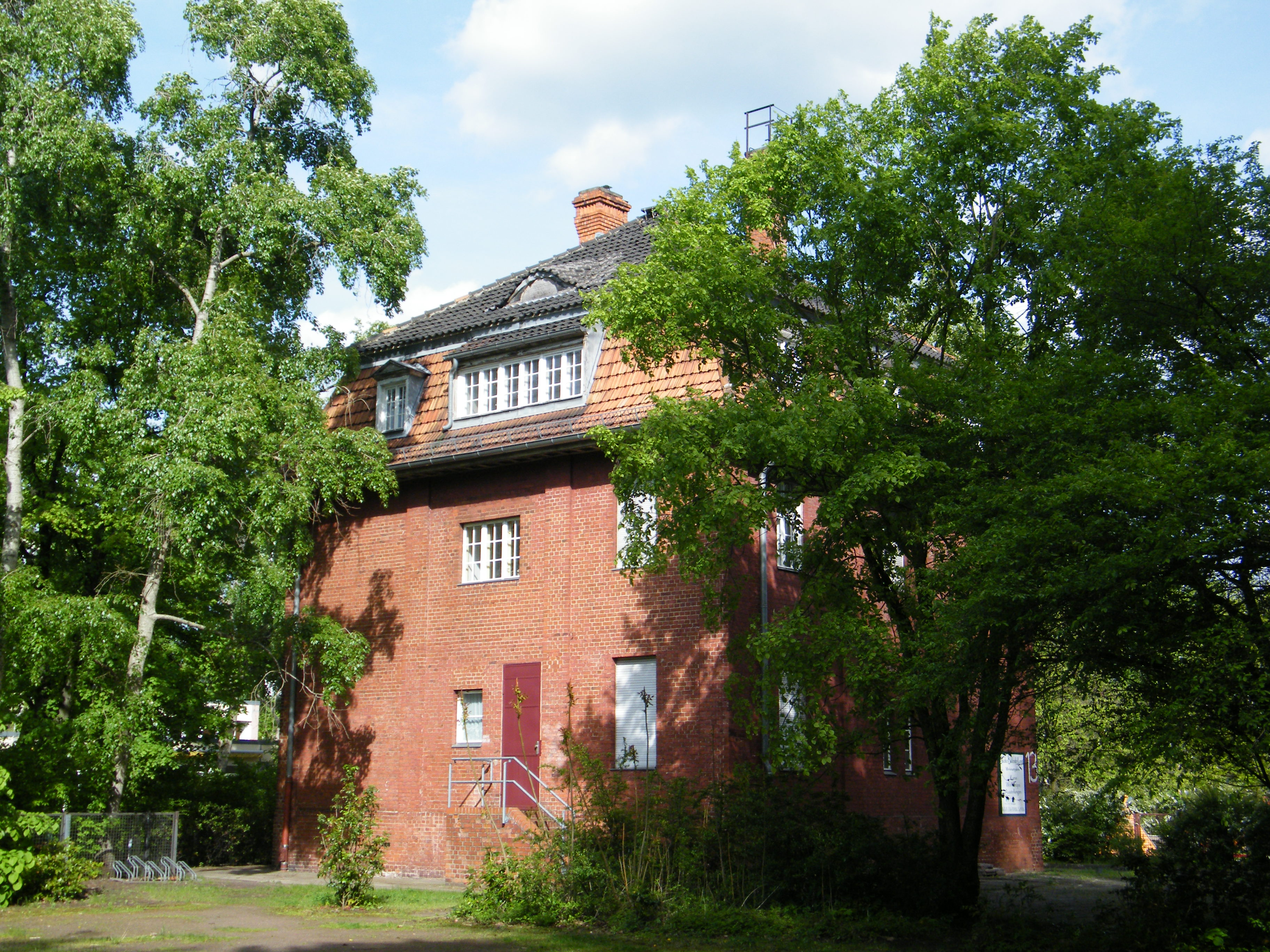
Kulturvilla in der John-Sieg-Straße

Vor dem Bau des Wohngebietes Frankfurter Allee Süd verliefen zwischen Gürtelstraße und Pfarrstraße parallel der Kietzer Weg, die Wartenbergstraße und die Tasdorfer Straße (früher: Rummelsburger Straße) in Nord-Süd-Richtung, ihre südlich der Bahnlinie verlaufenden Abschnitte sind erhalten geblieben. In Ost-West-Richtung gab es die kurze Mauritiuskirchstraße und ihre Verlängerung, die Wuhlestraße sowie südlich zwischen Tasdorfer und Pfarrstraße den Lockenhauser Weg. Die katholische Kirche St. Mauritius wurde ursprünglich vor allem von Zuwanderern aus Schlesien genutzt, die mit der zunehmenden Industrialisierung Ende des 19. Jahrhunderts als Arbeitskräfte nach Berlin kamen. Zusammen mit den schwer kriegszerstörten Wohngebäuden fiel auch das Gebäude der Gaststätte Schwarzer Adler (später mit Kino) an der Ecke Frankfurter Allee/Gürtelstraße, in Trümmer. Es hatte in den 1920er und 1930er Jahren häufig als Treffpunkt von Sozialisten und Kommunisten gedient.
Mit dem neuen Wohngebiet wurden diese Straßen mit Ausnahme der Mauritiuskirchstraße aufgehoben und überbaut. Namensgeber der neuentstandenen Straßen waren die Antifaschisten Wilhelm Guddorf und John Sieg. Die John-Sieg-Straße ist eine kurze Straße östlich der Mauritiuskirche, die Wilhelm-Guddorf-Straße verläuft im Bogen von der Gürtelstraße zur Schulze-Boysen-Straße. Hier dominieren ausgedehnte, teilweise mehrere hundert Meter lange, elfgeschossige Wohnblöcke mit Wohnungen des Typs P2 das Straßenbild.
Zwischen der Wilhelm-Guddorf-Straße und der Bahntrasse verläuft ein Grünzug, ein altes Wohnhaus ist in diesem Bereich erhalten geblieben. Das Bauensemble der Mauritiuskirche mit Kirchengebäude und Pfarrhaus steht als Gesamtanlage unter Denkmalschutz. Ein Einzelbaudenkmal ist eine 1928 erbaute Villa für den Fleischfabrikanten Paul Skupin. Ihre Innengestaltung ist weitgehend im Stil der 1920er Jahre erhalten. Ursprünglich lag das Gebäude an der von Norden nach Süden führenden Wartenbergstraße, nun gehört es zur John-Sieg-Straße. Die Villa wird bereits seit 1976 von Bildenden Künstlern genutzt.

### Buchberger Straße und Coppistraße

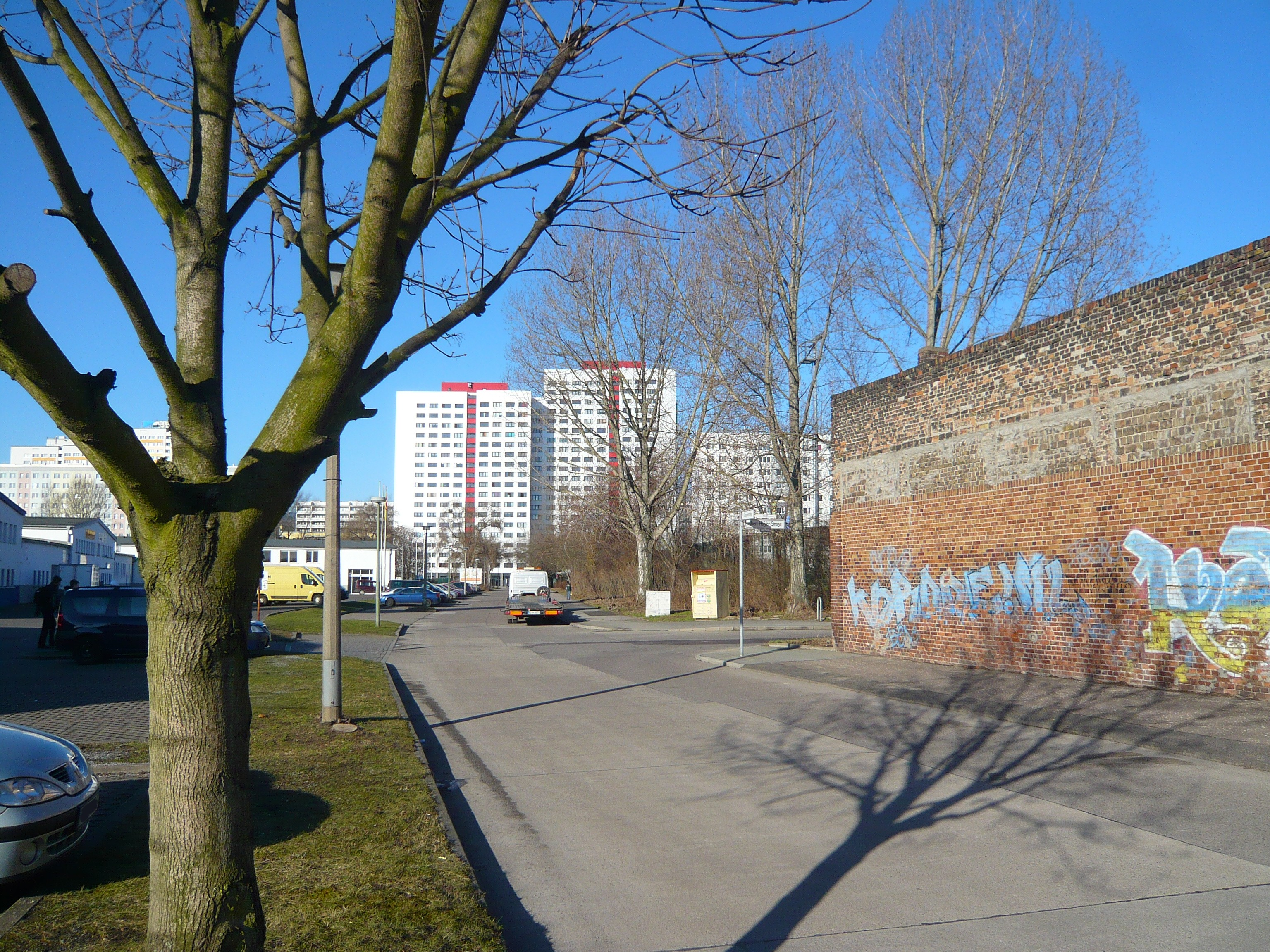
Coppistraße / Ecke Albert-Hößler-Straße

Die südöstliche Grenze des Wohngebietes bildet die Buchberger Straße, die seit 1933 ihren Namen trägt. Davor hieß sie Eckertstraße, nach dem Gründer der dort bis Anfang der 1930er Jahre befindlichen Eckert-Werke. 1975 wurde der Oberweg in die Buchberger Straße einbezogen. Vor der Neubebauung des Gebietes verlief schräg von der Pfarrstraße zur Buchberger Straße der Verbindungsweg und zwischen ihm in Richtung Osten die Straße 44. Nach 1970 entstanden die Coppistraße, die Harnackstraße und die Albert-Hößler-Straße neu. Namensgeber waren die Antifaschisten Hans und Hilde Coppi, Arvid und Mildred Harnack sowie Albert Hößler. Hier sind ebenfalls elfgeschossige Wohnblocks entstanden. In der südlichen Coppistraße und zwischen Albert-Hößler- und Buchberger Straße gibt es mehrere Gewerbeeinrichtungen und Supermärkte, ein Komplex an der Frankfurter Allee wird von der Deutschen Telekom genutzt. In einem ehemaligen Bürogebäude an der Buchberger Straße wurden Proberäume für Rockmusiker eingerichtet. Auf der Südseite der Buchberger Straße befinden sich Diensteinrichtungen des Bahnhofs Lichtenberg. Ein Sportplatz liegt an der Coppi- /Ecke Albert-Hößler-Straße. Im Jahr 2012 wurde eine Bauleitplanung des Bezirksamtes Lichtenberg veröffentlicht, nach der ab 2013 auf der Grundlage des „vorhabenbezogenen Bebauungsplans 11-65VE“ auf dieser Fläche ein Bau- und Gartenfachmarkt entstehen soll.

### Wiesenweg

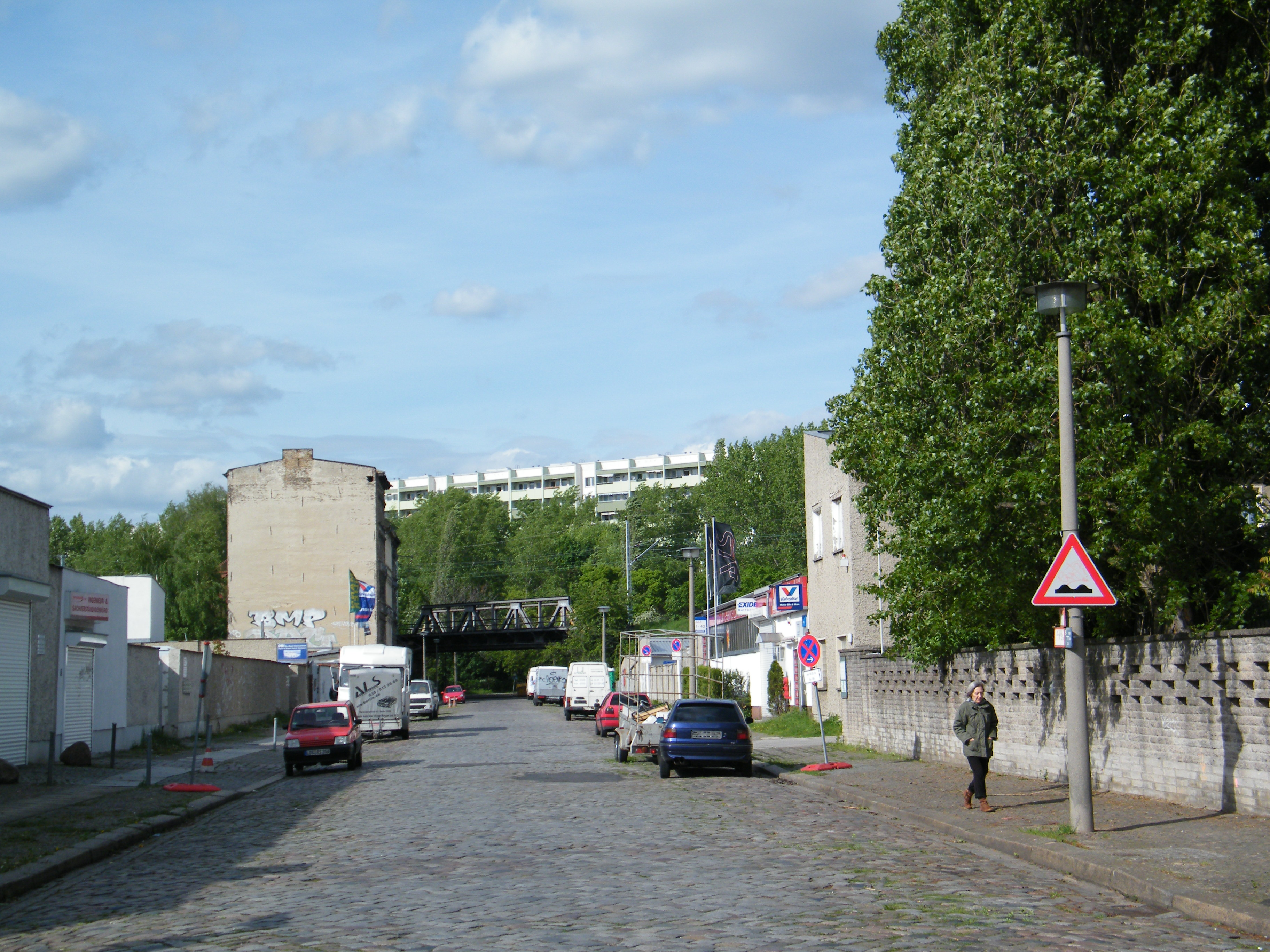
Wartenbergstraße, Blick vom Wiesenweg in Richtung Norden zum Neubaugebiet

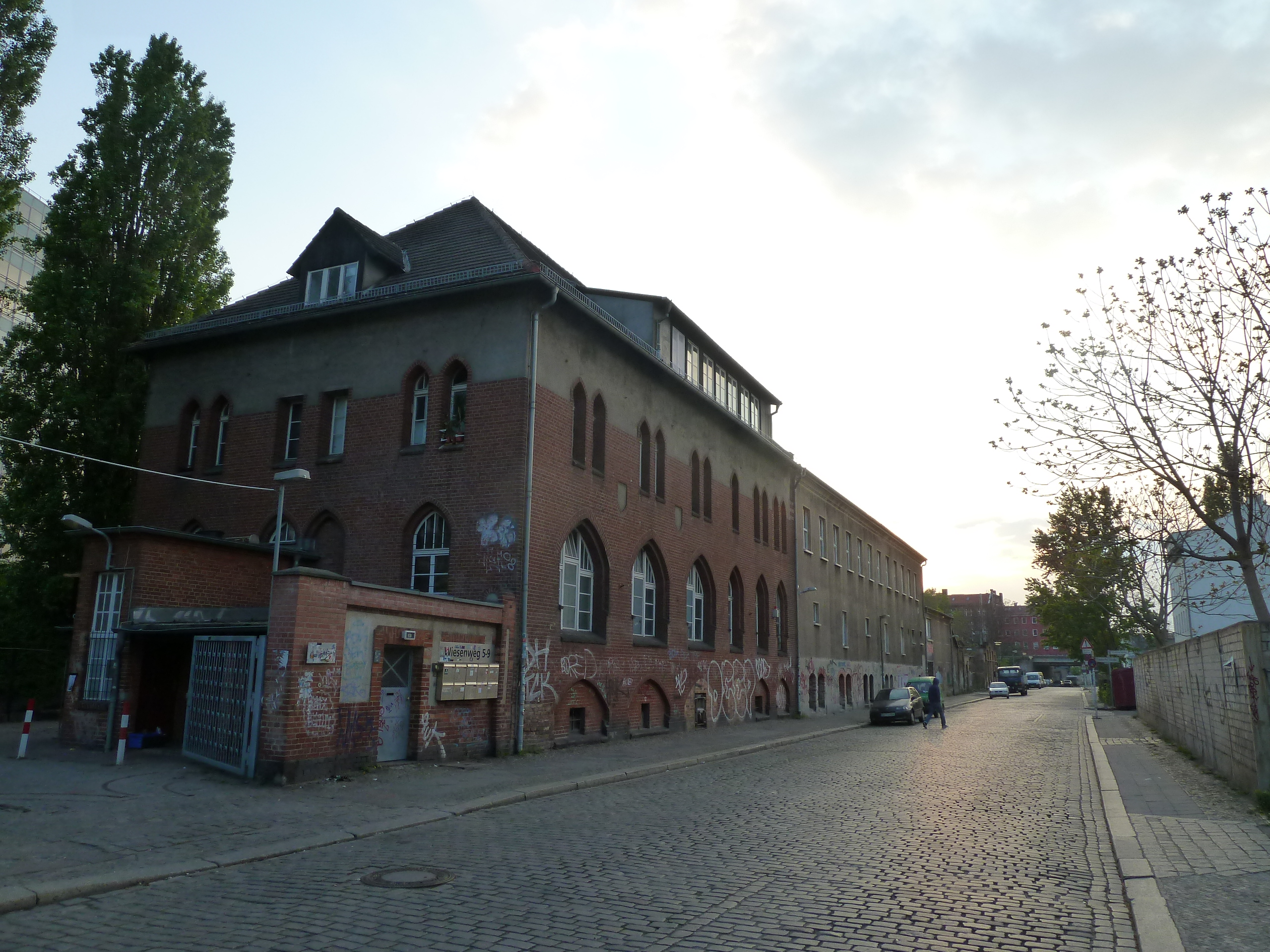
Musiktheater Canteatro im Wiesenweg

Das Gebiet um den Wiesenweg liegt im Südwesten des Wohngebietes in einem Dreieck zwischen mehreren Bahndämmen und ist dadurch deutlich von den umliegenden Gebieten getrennt. Bei der Neubebauung nach 1970 wurde dieser Bereich ausgespart, sodass die ursprüngliche Siedlungsstruktur erhalten geblieben ist. Hier befinden sich einige verstreute weitgehend nicht mehr bewohnte Wohnhäuser und eine Reihe von kleineren Gewerbebetrieben.
Der Wiesenweg verläuft in Ost-West-Richtung, erst in den 1920er Jahren wurde eine Unterführung unter der Ringbahn in Richtung Friedrichshain gebaut, nachdem der weiter nach Süden führende Kietzer Weg für den Bau des Werkes der Knorr-Bremse unterbrochen worden ist. Von Wiesenweg in Richtung Norden führen der Kietzer Weg, die Wartenbergstraße und die Tasdorfer Straße parallel und sind bis zum Neubaugebiet in ihrer ursprünglichen Lage erhalten. Am nördlichen Ast der Verbindungsbahn von der Ringbahn nach Rummelsburg gibt es Unterführungen für die drei Straßen. Nur die Wartenbergstraße ist dabei für den Kraftfahrzeugverkehr zugelassen und bis zur Wilhelm-Guddorf-Straße durchgebunden, die beiden anderen Straßen enden im Grüngürtel neben der Bahntrasse.
Das Gebäude eines 1904 errichteten Umspannwerkes des damaligen Elektrizitätswerks Lichtenberg steht unter Denkmalschutz. Es wurde bis nach 2000 von Energieversorgern genutzt und ist seit 2007 Sitz eines Musiktheaters mit Probenräumen für Musiker.

## Verkehr
Die öffentlichen Verkehrsmittel tangieren das Gebiet an der nördlichen Achse. Die U-Bahn-Linie U5 hält dort an den Bahnhöfen Frankfurter Allee sowie Magdalenenstraße. Der Bahnhof Frankfurter Allee ist ebenfalls ein Haltepunkt der S-Bahn-Linien der Ringbahn (Linien S41, S42, S8, S85, S9) und mehrerer Straßenbahnlinien sowie einer  Nachtbuslinie. Der Südteil des Wohngebietes ist mit etwa 800 m relativ weit von diesen Haltestellen entfernt. Etwas kürzer ist von dort der Weg zum S-Bahnhof Nöldnerplatz, der mit einem umgangssprachlich Schwarzer Weg genannten Fußweg mit dem Wohngebiet um die Coppistraße verbunden ist. Kurz hinter der als Gebietsgrenze dienenden Buchberger Straße befindet sich ebenfalls der Bahnhof Lichtenberg, der auch als Haltepunkt für die U-Bahn-Linie U5 dient. Dort verkehren ebenfalls mehrere Buslinien, Regionalverkehrslinien, Nachtzüge sowie die S-Bahn.
Für den motorisierten Individualverkehr ist die Frankfurter Allee eine der wichtigsten Straßen der Stadt. Sie dient als Ausfallstraße für einen Teil der östlichen Wohngebiete der Stadt sowie dem angrenzenden brandenburgischen Umland. In Richtung Süden kann das Gebiet Frankfurter Allee Süd nur durch eine enge Brückendurchfahrt verlassen werden, da verschiedene Bahnanlagen weitgehend die südliche Grenze bilden. Die bisherigen Bestrebungen, die Schulze-Boysen-Straße zu entlasten, sind bisher nicht umgesetzt worden (Stand: Mai 2013).